# پانو
پانو یا نافلزهای چنداتمی گروهی از نافلزها هستند  که از در حالت پایه خود دارای پیوند چنداتمی هستند. چهار عنصر در طبیعت پانو هستند. کربن در حالت گرافیت و الماس، سلنیوم در حالت مارپیچی، گوگرد در حالت S8 و فسفر در حالت P4 پانو هستند. به ترکیباتی که در آن یک پانو وجود دارد، ترکیبات پانو می‌گویند.